# Neues Leben Bibel
Die Neues Leben Bibel ist eine kommunikative Bibelübersetzung. Die Gesamtausgabe (Altes und Neues Testament) erschien im Jahre 2006 im Hänssler-Verlag. Es handelt sich um eine deutschsprachige Ausgabe der englischsprachigen New Living Translation, die 1996 veröffentlicht wurde. Als Grundtext liegt dem Alten Testament die Biblia Hebraica zugrunde, dem Neuen Testament das Novum Testamentum Graece von Nestle-Aland und das UBS Greek New Testament.
Das englische Original wurde von einer großen Anzahl evangelikaler Theologen (z. B. Craig Blomberg, Douglas Moo oder Richard Schultz) aus dem hebräischen und griechischen Grundtext übersetzt. Hauptanliegen dieser englischen Übersetzung war neben exegetischer Genauigkeit die größtmögliche Verständlichkeit. Die NLB versteht sich selbst als eher freie Übersetzung. Ein Team von deutschen Übersetzern, Lektoren und Theologen hat die hebräischen und griechischen Urtexte nach Vorbild der New Living Translation übersetzt und überarbeitet. Neuere Ausgaben der NLB erscheinen bei SCM R. Brockhaus.
Basierend auf den Texten der NLB gibt es mehrere Ausgaben mit Erklärungen: Studienbibel „Begegnung fürs Leben“, Die Hauskreisbibel, Die Orientierungsbibel, LIVE Teens Bibel und die Familienbibel „Gottes Wort in unserer Mitte“.

## Verwendung und Stil
Die NL-Bibel wird vor allem in freikirchlichen Gruppen verwendet. Der Sprachstil ist an einer möglichst einfachen und überwiegend flüssigen Gegenwartssprache orientiert. Zentrale theologische Begriffe wie „Schuld“ oder „Gnade“ werden beibehalten. Im Urteil der Deutschen Bibelgesellschaft ist diese Übersetzung eine „Gut lesbare, im Großen und Ganzen zuverlässige Übersetzung; neigt aber zu Vereinfachungen und zur Emphase“.
Die NL-Bibel gibt es auch als Hörbibel. Die Haupttexte werden von Heiko Grauel gesprochen; außerdem gibt es zu jedem Buch eine kleine Einleitung, gesprochen von Jürgen Werth
. Von Januar 2012 bis März 2013 war die NL-Hörbibel im Programm von ERF Plus werktags als 30-minütige Sendung anstelle von Durch die Bibel zu hören.

## Ausgaben
- Neues Leben. Die Bibel, Senfkornausgaben, SCM R.Brockhaus, Format: 8,5 × 12,8 cm
- Neues Leben. Die Bibel, Taschenausgaben, SCM R.Brockhaus, Format: 11 × 16,7 cm
- Neues Leben. Die Bibel, Standardausgaben, SCM R.Brockhaus, Format: 13 × 20,5 cm
- Neues Leben. Die Bibel, Großausgaben, SCM R.Brockhaus, Format: 17,8 × 26 cm
- Neues Leben. Die Bibel – Sonderausgabe, SCM R.Brockhaus, Format: 13 × 19,8 cm
- Neues Leben. Die Bibel. Neues Testament, SCM R.Brockhaus, Format: 10,8 × 16,4 cm
- Die Jesus-Bibel, SCM R.Brockhaus
- Neues Leben. Die Hörbibel, SCM R.Brockhaus (Audio-CD), (MP3)
- Begegnung fürs Leben, SCM R.Brockhaus
- Die Hauskreisbibel AT & NT, SCM R.Brockhaus
- Die Orientierungsbibel, SCM R.Brockhaus
- LIVE Teens Bibel, SCM R.Brockhaus
- Gottes Wort in unserer Mitte, SCM R.Brockhaus